# Raichur Airport
Raichur Airport är en flygplats i Indien.   Den ligger i distriktet Raichur och delstaten Karnataka, i den södra delen av landet, 1 400 km söder om huvudstaden New Delhi. Raichur Airport ligger 367 meter över havet.
Terrängen runt Raichur Airport är platt, och sluttar norrut. Runt Raichur Airport är det tätbefolkat, med 331 invånare per kvadratkilometer. Närmaste större samhälle är Rāichūr, 8,3 km söder om Raichur Airport. Trakten runt Raichur Airport består till största delen av jordbruksmark.